# Опытный (Белгородская область)
О́пытный — посёлок в Вейделевском районе Белгородской области России. Входит в состав Викторопольского сельского поселения.

## История
В 1968 году указом Президиума Верховного Совета РСФСР посёлок опытного поля переименован в Опытный.

## Население
| 2002 | 2010 |
| ---- | ---- |
| 214  | ↘166 |

## Улицы
- ул. Мирная,
- ул. Сиреневая,
- ул. Солнечная,
- пер. Солнечный,
- ул. Степная.